# خوان أرميت
خوان أرميت دي كاستيليفي (بالإسبانية: Joan Armet de Castellví)‏، الملقب ب «كينكي» (من مواليد 30 يونيو 1895 في تيراسا  ومات في مدريد في 5 أكتوبر 1956  ) كان مدرب كرة قدم إسباني.
وكان دي كاستيليفي مدرباً لريال مدريد منذ عام 1941 وحتى سبتمبر 1943. درب إسبانيول وإشبيلية. درب أيضاً ريال بيتيس ، ريال مورسيا.